# مطار غروة الدولي
مطار غروة (إياتا: GOU، إيكاو: FKKR) ويعرف أيضًا باسم مطار غروة الدولي هو مطارٌ يخدم غروة، عاصمة المنطقة الشمال في الكاميرون. تستخدمه الطائرات المدنية والعسكرية.

## شركات الطيران والوجهات
| شركـات طيـران             | الوجهات                        |
| ------------------------- | ------------------------------ |
| الخطوط الجوية الكاميرونية | مطار دوالا الدولي، مطار ياوندي |

## روابط خارجية
- تاريخ الحوادث لـ (GOU) على شبكة سلامة الطيران.
- حالة الطقس في مطار غروة الدولي.